# Джонсборо (Мен)
Джонсборо (англ. Jonesboro) — місто (англ. town) в США, в окрузі Вашингтон штату Мен. Населення — 579 осіб (2020).

## Демографія
Згідно з переписом 2010 року, у місті мешкали 583 особи в 256 домогосподарствах у складі 151 родини. Було 332 помешкання
Расовий склад населення:
| - 96,7 % — білих - 0,5 % — корінних американців - 0,3 % — азіатів - 0,2 % — чорних або афроамериканців |

До двох чи більше рас належало 1,7 %. Частка іспаномовних становила 0,9 % від усіх жителів.
За віковим діапазоном населення розподілялося таким чином: 21,6 % — особи молодші 18 років, 62,3 % — особи у віці 18—64 років, 16,1 % — особи у віці 65 років та старші. Медіана віку мешканця становила 45,2 року. На 100 осіб жіночої статі у місті припадало 102,4 чоловіків;  на 100 жінок у віці від 18 років та старших — 97,0 чоловіків також старших 18 років.
Середній дохід на одне домашнє господарство  становив 48 940 доларів США (медіана — 41 136), а середній дохід на одну сім'ю — 51 828 доларів (медіана — 47 679). Медіана доходів становила 40 673 долари для чоловіків та 31 875 доларів для жінок. За межею бідності перебувало 22,5 % осіб, у тому числі 31,1 % дітей у віці до 18 років та 16,1 % осіб у віці 65 років та старших.
Цивільне працевлаштоване населення становило 312 осіб. Основні галузі зайнятості: освіта, охорона здоров'я та соціальна допомога — 34,0 %, сільське господарство, лісництво, риболовля — 12,8 %, роздрібна торгівля — 10,3 %, науковці, спеціалісти, менеджери — 9,6 %.